# Thomas Vaubourzeix
Thomas Vaubourzeix (Gassin, Var, 26 de setembre de 1991) és un ciclista francès professional des del 2011. Actualment corre a l'equip Nice Pro Cycling Team.

## Palmarès
- 2010
  - 1r al Tour d'Eure-et-Loir i vencedor de 2 etapes
  - 1r a la Volta a Toledo i vencedor d'una etapa
  - 1r al Gran Premi des Flandres françaises
  - Vencedor d'una etapa del Kreiz Breizh Elites
  - Vencedor d'una etapa del Tour del Franc Comtat
- 2012
  - Vencedor d'una etapa del Tour de Bretanya
- 2014
  - Vencedor d'una etapa de la Volta al llac Qinghai
- 2016
  - 1r al Trofeu del Príncep
  - Vencedor d'una etapa de la Volta a Tunísia
- 2017
  - 1r al Trofeu del Príncep